# منوچهر سوم شروان
منوچهر سوم نوزدهمین شاه شروان و از دودمان کسرانیان بود. تاریخ به تخت نشستن او را دهم نوروز ۴۹۹ جلالی نوشته اند.
پس از مرگ ملک‌شاه سلجوقی بر سر جانشینی هر از گاه میان سلجوقیان نبردهایی درمی‌گرفت. شروان و اران میان فرماندهان سلجوقی دست‌به‌دست می‌شد. هم‌زمان تلاش برای رهایی از دست سلجوقیان، گرجستان و شروان را به هم نزدیک کرد. منوچهر دختر داویت چهارم، پادشاه گرجستان را به همسری گرفت. داویت از خراج پرداختن به سلجوقیان سرباززد و تفلیس را از دست ایشان بیرون آورد. پس از آن بر شکی و گنجه و کبلک تاخت و آن‌ها را نیز تصرف کرد. اما سرانجام محمود دوم شروان را گشود و شماخی را تسخیر کرد. مردم دربند هم که از هجوم گرجیان آسیب دیده بودند، محمود را به شهر شان فراخواندند. گرجیان پس‌نشستند و شروانیان شکست خوردند و سلطان سلجوقی پس از آن که چندی در شروان ماند، به سوی همدان رفت. پس از منوچهر پسران ش، فریدون و پس از او اخستان و شاهنشاه و فرخزاد بر جای او نشستند.

## نام
فلکی شروانی نام منوچهر را در دیوان ش با لقب‌های شروان‌شاه، خاقان اکبر، فخردین، ابوالهیجا و خاقان بزرگ آورده و او را فرزند فریدون شهید دانسته است و فریدون را از تبار فریبز و کسران.
| شه شروان منوچهر بن افریدون که هست او را |  | قدر میدان قضا مرکب فلک جوشن زحل مغفر |

هم‌او در مدح خواهر منوچهر می‌گوید:
| میوه شاخ فریبرز ملک  |  | سر به باغ ملک آبا دیده ام |
| گوهر کان فریدون شهید |  | بر فراز تاج دارا دیده ام  |

همین ادعا نشان از این دارد، که شروان‌شاهان تبار شان را به ساسانیان می‌رساندند.